# قرعة المبطوح
قَرْعَة المَبْطُوح وهي قرعة تقع في ولاية بنزرت من الشمال الشرقي التونسي، قرب قرية المبطوح على بعد 20 كم جنوب مدينة بنزرت. تبلغ مساحتها 2000 هكتارًا، ويبلغ ارتفاعها بين 15 و25 م عن سطح البحر، وهي تمتلئ بالماء في فصول الشتاء الممطرة. تستقبل قرعة المبطوح أعداد كبيرة من الطيور المائية في فصول الشتاء.
| قرعة المبطوح |